# Abby Kohn
Abby Kohn (* 20. Jahrhundert) ist eine US-amerikanische Drehbuchautorin und Filmregisseurin.

## Leben
Abby Kohn absolvierte ein Filmstudium an der USC School of Cinematic Arts in Los Angeles. Hier gründete sie mit Marc Silverstein bereits ein Autoren-Duo. Der Kurzfilm Fairfax Fandango war 1997 deren Abschlussarbeit und wurde auf dem Los-Angeles-Independent-Film-Festival mit dem Publikumspreis ausgezeichnet.
Es folgten eine Reihe von Romantic-Comedys, wie Ungeküsst (1999), Für immer Liebe (2012) oder How to Be Single (2016). Bei I Feel Pretty (2018) führte das Autoren-Duo auch Regie. 

## Filmografie
- 1997: Fairfax Fandango (Kurzfilm, + Regie)
- 1999: Ungeküsst (Never Been Kissed)
- 2000: Opposite Sex (Fernsehserie, 8 Folgen)
- 2003: Splitsville
- 2009: Er steht einfach nicht auf Dich (He’s Just Not That Into You)
- 2010: Valentinstag (Valentine’s Day)
- 2012: Für immer Liebe (The Vow)
- 2016: How to Be Single
- 2018: I Feel Pretty (+ Regie)